# Pericle Luigi Giovannetti
Pericle Luigi Giovannetti, noto anche come Giovannetti e Luigi Pericle (Basilea, 22 giugno 1916 – Ascona, 10 agosto 2001), è stato un fumettista e pittore svizzero di origini Italiane.

## Biografia
Nato da Pietro Giovannetti, originario di Monterubbiano e da Eugenie Rosé, frequenta la scuola d'arte che non termina.
Nel 1947 sposa la pittrice grigionese Orsolina Klainguti, quindi si trasferisce con lei ad Ascona.

### Max la marmottae la produzione fumettistica
Giovannetti inizia il suo lavoro da disegnatore realizzando materiali per la rivista Punch con la quale pubblica storie di vari personaggi a fumetti, e nel 1951 pubblica il suo primo libro, Das betrunkene Eichhorn firmato Pericle Giovannetti per la casa editrice Vineta Verlag. Nel 1952 realizza un libro per ragazzi illustrato per l'Unione Svizzera dei sindacati liberi come strenna natalizia. Nel 1953 Giovannetti crea Max la marmotta personaggio protagonista di Max, un fumetto senza testo non solo per bambini, che gli conferisce la notorietà: il personaggio è conosciuto in Europa, Stati Uniti d'America e in Giappone. Il libro Max viene ristampato in 25 edizioni tra il 1954 e il 2004, le ristampe delle varie opere di Giovannetti arrivano fino al 2015, quando Creative Media Partners pubblica Max Presents Portraits, Sketches, Vignettes, and Pictorial Memoranda of Men, Women, and Other Animals.
Nel 1958 Giovannetti, Insieme a Clive King, firma il volume Hamid of Aleppo del quale realizza le illustrazioni.
Come illustratore, Pericle pubblica con l'editore Macmillan di New York oltre che su quotidiani e periodici come Washington Post, Herald Tribune firmando i propri fumetti Giovannetti o Pericle Giovannetti.
I libri con le avventure di Max, ma anche di altri personaggi, vengono ristampati a più riprese in Germania, Francia e nel Regno Unito.

### Luigi Pericle
Giovannetti, firmandosi Luigi Pericle, espone presso la Arthur Tooth & Sons di Londra nel 1962 e nel 1965. Nello stesso anno alcuni musei britannici ospitano una sua mostra itinerante: a York, Newcastle, Kingston upon Hull, Bristol, Cardiff e Leicester.
Nel gennaio del 1965, Herbert Read cura la seconda mostra personale di Luigi Pericle a Londra e scrive un testo che viene inserito nel catalogo Luigi Pericle, dipinti e disegni.
Opere pittoriche di Luigi Pericle sono entrate a far parte della Collezione Comunale di Ascona, della collezione permanente del Bristol Museum & Art Gallery di Bristol, della collezione permanente della York Art Gallery di York e di quella del MASILugano di Lugano.
Nel 2022 sono state recuperate oltre 4.000 opere di Pericle Luigi Giovannetti, che stavano in una casa rimasta disabitata per oltre quindici anni.

## Opere
- (DE)  Aus meiner Menagerie Nebelspalter-Verlag, 1951
- L'unione fa la forza : strenna natalizia per i piccini, Unione Svizzera dei sindacati liberi, 1952
- (DE)  Das betrunkene Eichhorn, Vineta-Verl, 1951
- (EN)  Max, MacMillan Company, 1954
- (DE)  Max, Zurigo, Sanssouci, 1954
- Max, Baldini e Castoldi, 1959
  - (EN)  Max, Atheneum, 1977, ISBN 9780689500824
  - (FR)  Max, Ecole des loisirs, 2003, ISBN 9782211070744
- (EN)  Max Presents: Portraits, Sketches, Vignettes and Pictorial Memoranda of Men, Women and Other Animals; Conceived by Max, Supervised by Max, Selected by Max, Arranged and Edited by Max, Commentary by Max, Macmillan (N.Y.), 1956
  - (EN)  Max Presents Portraits, Sketches, Vignettes, and Pictorial Memoranda of Men, Women, and Other Animals, HardPress Publishing, 2013, ISBN 9781313557467
  - (EN)  Max Presents Portraits, Sketches, Vignettes, and Pictorial Memoranda of Men, Women, and Other Animals, Creative Media Partners, LLC, 8 agosto 2015, ISBN 9781296562311.
- (EN)  Beware of the Dog, Macmillan, 1958.
- (EN)  Clive King e Giovannetti, Hamid of Aleppo, MacMillan Company, 1958
- (EN)  Nothing But Max, MacMillan Company, 1959
- (EN)  Birds without words, MacMillan Company, 1961
- (EN)  The Penguin Max, Penguin, 1962
- (DE)  Jawassinüdsäged! Nebelspalter-Verlag, 1971
- (DE)  Max: d. Murmeltier, über d. d. Welt schmunzelt, Heyne, 1973,
  - (DE)  Max - Das Murmeltier, 1981 ISBN 978-3453003118
- (DE)  111 neue Kaminfeuergeschichten, Nebelspalter-Verlag, 1975
- (DE)  Pablo, Nebelspalter-Verlag, 1976
- (DE)  Ja - wer chunt dänn daa? Nebelspalter-Verlag, 1976
- Luigi Pericle: dipinti e disegni, Roma, Romagraf, 1979. Distribuzione Istituto Geografico de Agostini (Catalogo)
- (DE)  Max : alle Abenteuer des Murmeltiers, über das die Welt schmunzelt, Heyne, 1993